# Кабанов, Александр Фёдорович
Алекса́ндр Фёдорович Каба́нов (6 [18] июня 1899, Дегунино, Московская губерния — 11 июня 1975, Москва) — советский государственный и партийный деятель, дипломат, министр технических культур РСФСР (1946—1947).

## Биография
Родился 6 [18] июня 1899 года в селе Дегунино Ростокинской волости Московского уезда Московской губернии в семье Фёдора Гаврилова и Ксении Дмитриевой Березиных, переселенцев из деревни Балабаново Ильинской волости Дмитровского уезда, крещён на следующий день.
Трудовой путь начал рабочим в Москве в 1914 году. Участник Гражданской войны (с 1919 г.). В 1924 году вступил в РКП(б).
В 1934 году окончил Сельскохозяйственную академию имени К. А. Тимирязева, в 1937 — аспирантуру этой академии. В 1937—1938 годах заведовал Сельскохозяйственным отделом Сталинградского обкома ВКП(б).
С ноября 1938 по февраль 1939 года — второй секретарь Сталинградского обкома ВКП(б).
После того, как по инициативе, выдвинутой депутатом Верховного Совета СССР А. Баталиным, указом Президиума Верховного Совета СССР от 4 февраля 1939 года была создана Пензенская область (из частей Тамбовской, Куйбышевской и Саратовской областей), Александр Кабанов был переведён в этот регион. С февраля по март 1939 года он был 1-м секретарём Организационного бюро ЦК ВКП(б) по Пензенской области, а затем стал первым руководителем Пензенского обкома и горкома ВКП(б). Занимал пост 1-го секретаря обкома и горкома до 30 июня 1942 года.
С июня 1942 по май 1944 гг. — заместитель народного комиссара совхозов СССР.
С июня 1944 по июнь 1945 гг. — председатель СНК Крымской АССР. После преобразования Крымской Республики в Крымскую область, с июня 1945 по апрель 1946 гг. — председатель Крымского облисполкома. 
С апреля 1946 по 1947 гг. — министр технических культур РСФСР.
В 1947—1951 гг. — заместитель председателя Союзной Контрольной Комиссии в Германии. Затем на дипломатической работе в Албании (советник), Румынии и Италии.
Депутат Совета Союза Верховного Совета СССР 1-го (от Пензенской области; 1941—1946) и 2-го созывов (от Крымской области; 1946—1950).
Делегат XVIII-го съезда ВКП(б) (1939), XVIII партконференции (1941). Член Центральной Ревизионной Комиссии ВКП(б) (21.3.1939 — 5.10.1952).

## Награды
- орден Трудового Красного Знамени;
- орден Отечественной войны I степени;
- орден Красной Звезды;
- орден «Знак Почёта».